# Черногорлая портниха
Черногорлая портниха (лат. Orthotomus atrogularis) — вид птиц рода портних (Orthotomus) из семейства цистиколовых (Cisticolidae). Выделяют четыре подвида. Распространены в Китае, Бангладеш, северо-восточной Индии и Юго-Восточной Азии. Ранее вид считался конспецифичным с O. castaneiceps и O. frontalis, но отличается вокализацией и генетически.

## Описание
Черногорлая портниха достигает длины 11—12 см и массы около 7,5 г. У самцов номинативного подвида рыжеватая макушка, затылок и бока головы до глаз рыжеватого цвета. Верхняя часть тела, а также верх крыльев и хвоста, зелёного цвета;  нижняя сторона хвоста с более тёмным оттенком ближе к окончанию хвоста и узкой беловатой бахромой на каждом пере. Кроющие перья ушей и подбородок бледные, с рассеянными тёмно-серыми прожилками, что немного контрастирует с серовато-чёрным горлом и грудью. Бока груди с чёрными полосками. Остальная часть нижней части тела грязно-белая, с пепельно-серым оттенком внизу, бока тускло-охристо-жёлтые, кроющие перья хвоста и изгиб крыла ярко-жёлтые. Радужная оболочка оливково-коричневая, охристо-коричневая или красновато-коричневая. Клюв относительно длинный и слегка изогнут; надклювье тёмно-коричневое, режущие края надклювья и подклювье желтовато-телесного цвета. Ноги коричневато-телесного цвета. 
У взрослых самок горло сероватое с тёмными отметинами, а также более бледная рыжеватая макушка, более тусклые бока и кроющие хвоста. 
У самцов вне сезона размножения горло тёмное, со светлой бахромой на перьях, образующей неровные полосы на горле. У молодых особей горло и грудь с желтоватым налётом, на голове отсутствует рыжеватые участки, а верхняя часть тела тускло-зелёная. Подвиды различаются главным образом выраженностью и интенсивностью окраски оперения различных частей тела.

## Вокализация
Песня представляет собой довольно высокие звуки «pirra, pirra, pirra…», быстро повторяющиеся примерно 10—12 раз; иногда слышатся отрывистые, гнусавые и пронзительные «kri-i-i-i-i-i…»; а также различные повторяющиеся отрывистые трели «churrit, churrit, churrit-churrit» или «tittrrrt tittrrrt tittrrrt». Партнеры часто кричат дуэтом «tittrrrrrt-churrrit».

## Биология
Черногорлая портниха ведёт оседлый образ жизни. Обитает в лесах различных типов, включая широколиственные вечнозелёные, полувечнозелёные или смешанные листопадные, а также в кустарниковых зарослях и бамбуковых насаждениях, в мангровых зарослях. Обычно избегает человеческого жилья, хотя может встречаться в деревнях на опушках леса. Предпочитает равнинные леса в предгорьях на высоте до 1400 м, редко до 1800 м над уровнем моря. Питается почти исключительно насекомыми и другими мелкими беспозвоночными. Обычно встречается парами, добывает пищу в густых зарослях; обычно прячется в подлеске, прыгает между присадами, высоко задрав хвост.
Сезон размножения продолжается с марта по август в северо–восточной Индии и с февраля по сентябрь в Юго–Восточной Азии и совпадает с сезоном дождей. Гнездо представляет собой глубокий мешочек из мелкой свежей травы и пуха капока, сооруженный внутри конуса из одного или двух листьев большого размера, сшитых растительными волокнами семян ряда деревьев семейства мальвовых (например рода Бомбакс) или паутиной; располагается обычно на высоте 1 м от земли. В кладке 2—5 яиц; насиживают обе родительские птицы. Информация о продолжительности периода насиживания и оперении птенцов отсутствует. В гнездах паразитирует плачущая кукушка (Cacomantis merulinus), а на Суматре также щетинистая кукушка (Cacomantis variolosus).

## Подвиды и распространение
Выделяют четыре подвида:
- Orthotomus atrogularis nitidus Hume, 1874 — от северо-восточной Индии и востока Бангладеш до юга Китая, Таиланда и Индокитая
- Orthotomus atrogularis. Atrogularis Temminck, 1836 — Малайский полуостров, Суматра и Калимантан (за исключением северо-востока острова)
- Orthotomus atrogularis major Chasen & Kloss, 1928 — острова Тиоман, Анамбас и Натуна
- Orthotomus atrogularis humphreysi Chasen & Kloss, 1929 — северо-восток Калимантана